# (7784) Watterson
(7784) Watterson est un astéroïde de la ceinture principale.

## Description
(7784) Watterson est un astéroïde de la ceinture principale. Il fut découvert le 5 août 1994 à Catalina Station par Timothy B. Spahr. Il présente une orbite caractérisée par un demi-grand axe de 2,27 UA, une excentricité de 0,24 et une inclinaison de 23,3° par rapport à l'écliptique.